# Же (Приморская Шаранта)
Же (фр. Geay) — коммуна во Франции, находится в регионе Пуату — Шаранта. Департамент коммуны — Приморская Шаранта. Входит в состав кантона Сен-Поршер. Округ коммуны — Сент.
Код INSEE коммуны — 17171.

## Население
Население коммуны на 2010 год составляло 680 человек.
| 1962 | 1968 | 1975 | 1982 | 1990 | 1999 | 2010 |
| ---- | ---- | ---- | ---- | ---- | ---- | ---- |
| 507  | 509  | 460  | 444  | 464  | 570  | 680  |